# يوهان فايس (لاعب كرة قدم)
يوهان فايس هو لاعب كرة قدم ألماني، ولد في 14 أبريل 1997 في هويرسفيردا في ألمانيا.

## وصلات خارجية
- يوهان فايس (لاعب كرة قدم) على موقع قاعدة بيانات كرة القدم.إي يو (الإنجليزية)
- يوهان فايس (لاعب كرة قدم) على موقع بيانات كرة القدم. دي إي (الألمانية)
- يوهان فايس (لاعب كرة قدم) على موقع Soccerbase.com (لاعب) (الإنجليزية)
- يوهان فايس (لاعب كرة قدم) على موقع Soccerway.com (الإنجليزية)
- يوهان فايس (لاعب كرة قدم) على موقع عالم كرة القدم.نت (الإنجليزية)